# Острый тиреоидит
О́стрый ти́реоиди́т — острое воспаление щитовидной железы. У детей встречается редко. Различают диффузный или очаговый гнойный и негнойный острый тиреоидит.

## Острый гнойный тиреоидит

### Этиология
Этиологическим фактором острого тиреоидита может стать любое инфекционное заболевание. После перенесенной пневмонии, острого тонзиллита, синусита или отита бактерии могут проникать в щитовидную железу гематогенным (с током крови) или лимфогенным (по путям лимфооттока) путём вызывая развитие острого воспалительного процесса.

### Патогенез
В воспалительный процесс вовлекается часть доли либо вся доля щитовидной железы. Характерно последовательное развитие всех стадий воспаления: альтерации, экссудации и пролиферации.

### Эпидемиология
Применение антибиотиков для лечения кокковых инфекций сделало эту форму тиреоидита очень редкой.

### Клиническая картина
Варьирует в зависимости от преобладания местных или общих симптомов. Начало заболевание острое — повышение температуры тела, озноб, головная боль, недомогание. Ведущим и постоянным симптомом острого тиреоидита у детей является боль различной интенсивности в области щитовидной железы и увеличение железы в размерах.

### Диагностика
Основывается на данных анамнеза о наличии первичного очага инфекции, быстрого нарастания температуры тела и болей, положительного эффекта от терапии антибиотиками, отсутствии признаков нарушения функции щитовидной железы. В клиническом анализе крови обнаруживается лейкоцитоз со сдвигом лейкоцитарной формулы влево, умеренное ускорение СОЭ до 20—25 мм/ч. Ультразвуковое сканирование ткани щитовидной железы малоинформативно, однако позволяет обнаружить абсцесс — участок с жидким содержимым и увеличение регионарных лимфатических узлов. Дополнительные данные может предоставить проведение тонкоигольной аспирационной биопсии, после которой по той же игле вводят антибиотик непосредственно в ткань щитовидной железы.

### Прогноз
Благоприятный — заболевание не ведёт к нарушению функции щитовидной железы, трудоспособность полностью восстанавливается по окончании острой фазы воспаления.

### Профилактика
Своевременная антибактериальная терапия первичных очагов инфекции.

## Негнойные острые тиреоидиты

### Этиология и патогенез
Данная группа заболеваний возникает вследствие травмы и кровоизлияния в ткань щитовидной железы либо после проведения лучевой терапии. Заболевания протекают по типу асептического воспаления.

### Клиническая картина
Пациенты предъявляют жалобы на болезненность, чувство давления в области щитовидной железы, иногда выявляются умеренно выраженный тиреотоксикоз; могут наблюдаться тахикардия, эмоциональная лабильность, потливость. На фоне лечения заболевания выздоровление наступает в течение 3—4 недель.

### Лечение
Симптоматическое: анальгетики, бета-блокаторы.

### Прогноз
Благоприятный — трудоспособность полностью восстанавливается, за исключением случаев развития стойкого гипотиреоза в результате проведения лучевой терапии.

### Профилактика
Применяемая в последнее время методика терапии дробными дозами радиоактивного йода (131I) снизила количество случаев лучевого тиреоидита (ранее они наблюдались в 5% случаев у пациентов через 2—3 недели после приёма радиофармпрепарата в результате разрушения фолликулярного эпителия.